# Бели Манастир
Бели Манастир (мађ. Pélmonostor) је град у Хрватској, у Осјечко-барањској жупанији. Према попису из 2021. било је 6.327 становника.

## Географски положај
Бели Манастир се налази у северном делу Барање, 32 km северно од Осијека, 15 km од мађарске границе и 26 km јужно од мађарског града Мохача. Правац Осијек – Будимпешта пролази кроз Бели Манастир, који има могућност да постане мањи транзитни град.

## Историја
Бели Манастир се први пут помиње 1212. године, тада под називом Pél. Име је добио по неком манастиру, који је ту вероватно био раније. По др. Петру Ивановићу – у чланку "Нешто из прошлости вароши Баје" (1861) – ту је пре заиста био манастир, за који се и зна посвећен Св. Преображењу. Зна се да је у њему 1723. године био настојатељ са неколико калуђера. Било је то у време бунтовних Мађара, који су се борили против Срба, привржених аустријском цару. Једна група побуњеника Мађара, напала је те године православни манастир. Монаси су успели да се на време повуку у оближњу шуму. Настојатељ је међутим прво завршио службу у храму, па кренуо да се и он склони, али било је касно, јер су га видели Мађари. Појурили су га путем између Моноштора и Баје, сустигли па убили. Смрт га је задесила код неког малог, лековитог извора, и на том месту су после подигли Срби прави бунар. Ту на путу ка Баји, окупљали су се болесници свих вера, тражећи лека. Манастир је тада и порушен, и од њега су се средином 19. века још виделе развалине. О нестанку заиста "грчко-несједињеног" (православног) манастира, са црквом базиликом 1723. године, сведочи запис у протоколу у варошком архиву Баје.
По другом извору из 1866. године, постоји одступање пре свега у вези са временским одређењем. У великој шуми јужно од Баје, недалеко од "Бајске водице" где се народ окупља о Преображенију, налазио се православни манастир тзв. Моношторац. Цео простор јужније од манастира чинила су српска насеља која су се касније раселила, осим Сантова у којем су променили веру и постали Срби Католици тзв. Шокци. Тај манастир је потпуно уништен од стране Ракоцијевих побуњеника - куруца, уочи Преображенија 1707. године. Манастир је страдао а калуђери били посечени. Иконостас манастирске цркве међутим није страдао већ је из срушеног манастирског храма пренет у православну цркву села Риђице. Ту су завршиле и старе црквене књиге србуље, док је други део однет у село Станишић.
Моноштор је насељен око 1810?. године. У 19. веку он се по српски зове Барања-Моноштор или само Моноштор, којих постоји неколико у исто време у Угарској: Бачки, Банатски и други.
Свој садашњи назив Бели Манастир добија 1923. године. Према тумачењу боја, када је реч о местима код Јужних Словена, бела боја означава Србе тј. географски назив који сугерише на српско. У преводу би његово име гласило "Српски Манастир". У то време се Бели Манастир развија због потребе градског средишта на овом месту, пошто су Мохач, Шиклош и Печуј припали Мађарској. Пре тога је Бели Манастир био познат као Моноштор, (на мађарском Pélmonostor).

## Срби у Моноштору
Купци једне српске књиге били су 1824. године у Моноштру, парох поп Ефтимије Гојковић и учитељ Јован Илић.
По државном шематизму православног клира у Угарској из 1846. године у општини "Моноштор", која се налази у Мохачком протопрезвитерату, Будимске епархије било је 363 православне душе. Православно парохијско звање је основано и црквене матрикуле се воде од 1777. године. У месту те 1846. године постоји православни храм посвећен Св. арханђелима грађен 1771. године, а парох је Павле Калајџић. Постоји и тривијална народна школа са 15 ђака, којима предаје учитељ Јован Илић.
Коста Гојковић парох из "Барања-Моноштора" је 1895. године приложио 3 ф. за Фонд Св. Саве (ту и 1892).
Почетком јануара 1900. године расписан је стечај за упражњено место пароха, у парохији шестог разреда, у Моноштору. Ту 1898. године није био парохијски дом, па је почела градња новог 1899. године. Срба је око 1900. године било око 300 душа у Барања-Моноштру.
Народна вероисповедна школа у месту 1896. године није по закону устројена и уређена. Подигнута је нова школска зграда 1898. године. У пензију је отишао стари учитељ Јован Андрић, па се тражио нови. Расписан је 1897-1898. године стечај за упражњено место српског учитеља у Моноштору, са понуђеном годишњом платом од 300 ф. плус остали приходи и погодности. Председник црквене општине тада је Светозар Мисленовић, а перовођа Мито Вакањац. Издат је 1900. године декрет о сталном постављену у општини "Барање-Моноштор" - учитељици Смиљи Добродолској Она је ту као привремена од 1898. године. Расписан је 1902. године стечај за учитеља у Моноштру, са платом од 680 к, и другим принадлежности. Године 1905. постоји српска вероисповедна школа у месту, која је још нова и сређена. Учитељ 1905-1907. године је био Јован Славковић родом из Сомбора. Школу је похађало педесетак ученика; редовну наставу њих 31, а пофторну још 14 старијих ђака.
Моноштор је 1866. године имао 365 православаца житеља. То је једна православна парохија шесте, најниже платежне класе.
оцо Вакањац и пословођа Стеван Чарнојевић.
По српском извору из 1905. године Моноштор је био велика општина. У 286 домова, живело је тада 1720 становника. Српских је кућа било од тога - 64, а православних душа записано 341. У месту се налазила српска црква и вероисповедна школа. Црква је тада у добром стању. Црквена општина је била редовна и уређена, на челу са председником Јовом Михајловићем. У општини је парохија најниже шесте платежне класе, са парохом Милошем Милићем родом из Сентандреје. Парохији су припадале и парохијске филијале Брењевар, као и пустаре Брајтфелд и Сударош. Постојао је парохијски дом и српско православно гробље, а земљишни посед износио 32 кј.
У месту постоји Српски културни центар.
У Белом манастиру рођен је 1895. године историчар уметности и књижевник Милан Кашанин.

## Међуратни период
Командант места 1933. године био је Пантелија Мићић.
Освештан је Соколски дом у Белом Манастиру 1933. године. Чинодејствовали су православни епископ бачки Иринеј и католички жупник Лука Терзић; изведена су оба обреда. Соколској застави је кумовао државни саветник Драгиша Леовац. Најзаслужнији за подизање Соколане били су Милан и Љубомир Буновић и Милутин Радовић. Соколско друштво је иначе основано 1928. године.
Река Карашица је после великих киша у међуратном периоду неколико пута (1937) угрожавала град. Приликом велике поплаве фебруара 1937. године настрадало је државно имање "Беље". У опасности се нашао због пробијања насипа, магацин шећера са 1400 вагона шећера. Хиљаду радника и војника су бранили производне погоне на Бељу, али велика је површина била поплављена. Уништени су зимски усеви штета је била милионска. Шеф техничког одсека на Бељу, инг Јован Јовановић је због лоше одбране од набујале реке (насипа) извршио тада самоубиство. Годину дана раније (1936) самоубиство је учинио инг Петровић али због проневере, од 400.000 динара.
Млекара "Радић и комп." на Бељу је 1927. године добро пословала; отворила је пословницу за продају млечних производа у Београду. У Белом Манастиру је 1938. године радила Шећерана, у саставу имања "Беље". У њој су радили руски козаци. У Белом манастиру 1939. године налазили су се млекара "Бели Манастир" и кланица државног добра "Беље". Управник те модерне млекаре која производи казеин, био је Ковачевић.
Срески суд је из Дарде, премештен 1938. године у Бели Манастир. Због оскудице у зградама смештен је у бившу кафану, а особље суда је остало да станује у Дарди, одакле је путовало на службу у Бели Манастир. Основна школа је такође била смештена у бившој кафани, у недостатку адекватних зграда. Бели Манастир је 1939. године имао 18 кафана, што је према броју становника највећи број у држави.
На имању Беље често су боравили југословенски политичари, пре свега кнез Павле Карађорђевић. Ту се поред активног одмора одвијао и политички живот, долазило је до сусрета са страним државницима. Жељезничка линија од Осијека и Будимпеште до Белог Манастира је била од великог значаја. Тако је јануара 1939. ту поред Белог Манастира, протекао сусрет двојице министара спољних послова. Др Милан Стојадиновић српски министар, је примио у посету италијанског министра Грофа Чана.

## Територијална организација
До нове, послератне, територијалне организације у Хрватској, читаво подручје Барање (осим насељених места Подравље и Тврђавица, која су припадала општини Осијек), налазило се у оквиру општине Бели Манастир. Општина Бели Манастир простирала се на површини од 1.147 km², а по попису становништва из 1991. године имала је 54.265 становника, распоређених у 52 насељена места. После рата, велика предратна општина Бели Манастир је подељена. Формиран је Град Бели Манастир и општине: Биље, Дарда, Драж, Јагодњак, Кнежеви Виногради, Петловац, Поповац и Чеминац.
| Град / општина    | 1991.  | 2001.  |
| Бели Манастир     | 13.108 | 10.986 |
| Биље              | 6.455  | 5.480  |
| Дарда             | 8.685  | 7.062  |
| Драж              | 4.623  | 3.356  |
| Јагодњак          | 3.065  | 2.147  |
| Кнежеви Виногради | 6.848  | 5.186  |
| Петловац          | 3.785  | 2.743  |
| Поповац           | 3.623  | 2.427  |
| Чеминац           | 4.073  | 3.246  |
| Укупно            | 54.265 | 42.633 |

## Становништво

### Попис 2011.[15]
- Хрвати — 5.750 (57,11%)
- Срби — 2.572 (25,55%)
- Мађари — 801 (7,96%)
- Роми — 301(2,99%)

### Попис 2001.
- Хрвати — 6.085 (55,8%)
- Срби — 2.920 (26,6%)
- Мађари — 933 (8,5%)
- Роми — 153 (1,4%)
- остали (Словенци, Албанци, Бошњаци и др.)

Према попису из 1910. године је Бели Манастир имао 2.447 становника. Највише је било Немаца (61,1%), затим Срба (19,5%) и Мађара (18,1%).
Године 1929. етничка структура је била следећа: Мађари 33,8%, Немци 32,6%, Хрвати 18,8% и Срби 12%.

### Попис 1991.
На попису становништва 1991. године, насељено место Бели Манастир је имало 10.146 становника, следећег националног састава:
| Попис 1991.‍    | Попис 1991.‍  | Попис 1991.‍ | Попис 1991.‍ | Попис 1991.‍ |
| -------------- | ------------ | ----------- | ----------- | ----------- |
|                |              |             |             |             |
| Срби           | Срби         |             | 3.770       | 37,15%      |
| Хрвати         | Хрвати       |             | 3.262       | 32,15%      |
| Југословени    | Југословени  |             | 1.303       | 12,84%      |
| Мађари         | Мађари       |             | 865         | 8,52%       |
| Црногорци      | Црногорци    |             | 146         | 1,43%       |
| Немци          | Немци        |             | 86          | 0,84%       |
| Словенци       | Словенци     |             | 78          | 0,76%       |
| Муслимани      | Муслимани    |             | 58          | 0,57%       |
| Албанци        | Албанци      |             | 55          | 0,54%       |
| Словаци        | Словаци      |             | 18          | 0,17%       |
| Роми           | Роми         |             | 11          | 0,10%       |
| Македонци      | Македонци    |             | 10          | 0,09%       |
| Украјинци      | Украјинци    |             | 9           | 0,08%       |
| Румуни         | Румуни       |             | 8           | 0,07%       |
| Руси           | Руси         |             | 5           | 0,04%       |
| Чеси           | Чеси         |             | 5           | 0,04%       |
| Пољаци         | Пољаци       |             | 4           | 0,03%       |
| Бугари         | Бугари       |             | 2           | 0,01%       |
| Русини         | Русини       |             | 2           | 0,01%       |
| Грци           | Грци         |             | 1           | 0,00%       |
| Италијани      | Италијани    |             | 1           | 0,00%       |
| остали         | остали       |             | 11          | 0,10%       |
| неопредељени   | неопредељени |             | 369         | 3,63%       |
| регион. опр.   | регион. опр. |             | 11          | 0,10%       |
| непознато      | непознато    |             | 56          | 0,55%       |
| укупно: 10.146 |              |             |             |             |